# Alexandre Coffre

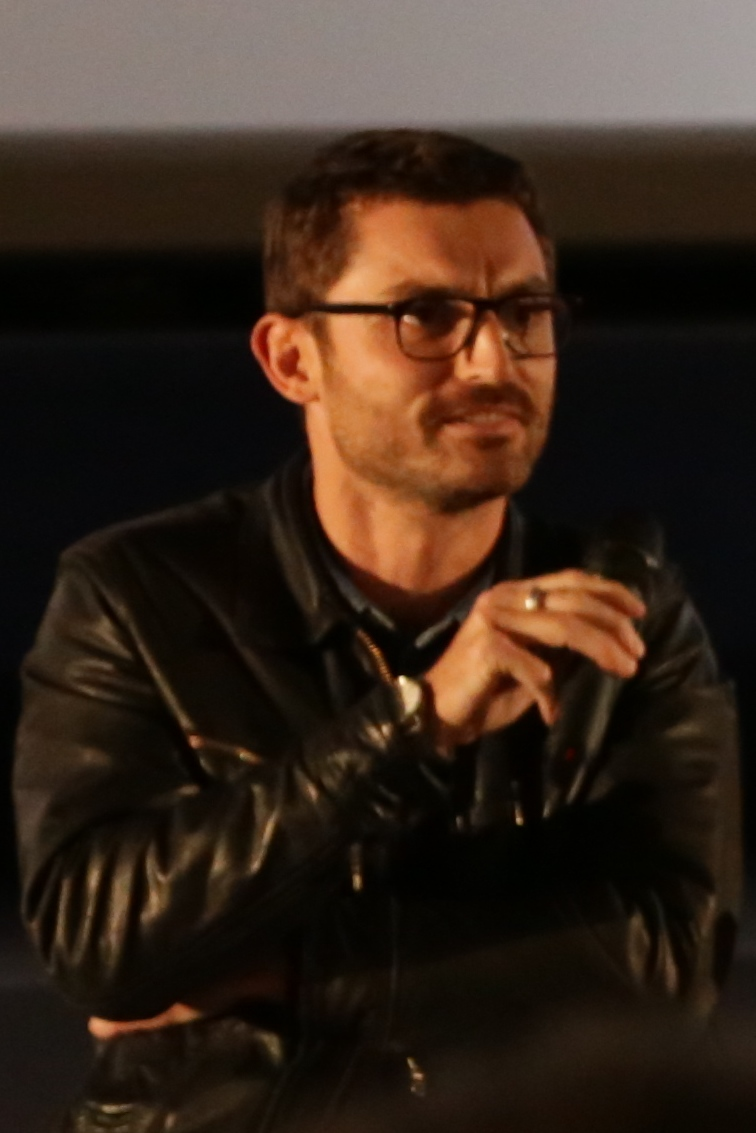
Alexandre Coffre (2013)

Alexandre Coffre (* 3. Dezember 1973 in Frankreich) ist ein französischer Regisseur und Drehbuchautor.

## Leben
Alexandre Coffre arbeitete zunächst für sieben Jahre als Regisseur für Werbefilme. 2004 drehte er dann seinen ersten sechsminütigen Kurzfilm Tarif unique in Zusammenarbeit mit Mathieu Demy.
Es dauerte weitere sieben Jahre, bis er seinen ersten Kinofilm, Borderline (frz. Une pure affaire), veröffentlichte. Hieran war er auch als Drehbuchautor beteiligt. Weitere Filme folgten.

## Filmografie

### Kinofilme
- 2011: Borderline (Une pure affaire) (Regisseur und Drehbuchautor)
- 2013: Eyjafjallajökull – Der unaussprechliche Vulkanfilm (Eyjafjallajökull) (Regisseur und Drehbuchautor)
- 2014: Lieber Weihnachtsmann (Le Père Noël) (Regisseur)
- 2018: Die Abenteuer von Spirou und Fantasio (Les aventures de Spirou et Fantasio) (Regisseur)

### Kurzfilme
- 2004: Tarif unique (Regisseur)
- 2012: Quitte ou double (Regisseur und Drehbuchautor)